# George Goldthwaite

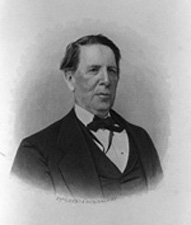
George Goldthwaite

George Goldthwaite, född 10 december 1809 i Boston, Massachusetts, död 16 mars 1879 i Tuscaloosa, Alabama, var en amerikansk demokratisk politiker och jurist. Han representerade delstaten Alabama i USA:s senat 1871-1877.
Goldthwaite studerade vid United States Military Academy i West Point. Därefter studerade han juridik. Han gifte sig 1835 med Olivia Price Wallach. Paret fick sex barn.
Goldthwaite var domare i Alabamas högsta domstol 1852-1856. Han efterträdde 1856 William Parish Chilton som domstolens chefsdomare men avgick efter tretton dagar i ämbetet.
Goldthwaite efterträdde 1871 Willard Warner som senator för Alabama. Han kandiderade inte till omval efter en mandatperiod i senaten och efterträddes i mars 1877 av John Tyler Morgan.
Goldthwaites grav finns på Oakwood Cemetery i Montgomery, Alabama.